# Ana Pérez Box
Pour les articles homonymes, voir Ana Pérez et Pérez.
Ana Pérez Box, née le 29 décembre 1995 à Alicante, est une judokate espagnole.

## Titres en judo
- 2021 : Médaille d'argent aux Championnats du monde (-52 kg)